# Daïra d'El Azizia
La daïra d'El Azizia est une circonscription administrative algérienne située dans la wilaya de Médéa et la région du Titteri. Son chef-lieu est situé sur la commune éponyme d'El Azizia.
La daïra regroupe les trois communes d'El Azizia, Meghraoua et Mihoub.